# Rachuba świata
Rachuba świata (niem. Die Vermessung der Welt) – powieść austriackiego/niemieckiego pisarza Daniela Kehlmanna, opublikowana w 2005. W 2007 książka została przetłumaczona na język polski i wydana przez Wydawnictwo W.A.B.
Bohaterami książki są Alexander von Humboldt i Carl Friedrich Gauss.